# Dongshan (Hegang)
Dongshan (chinesisch 东山区, Pinyin Dōngshān Qū) ist ein Stadtbezirk der bezirksfreien Stadt Hegang in der nordostchinesischen Provinz Heilongjiang mit einer Fläche von 2.839 km² und 96.218 Einwohnern (Stand: Zensus 2020).